# Tři srdce
Tři srdce je česká filmová pohádka režiséra Václava Křístka z roku 2007 volně inspirovaná pohádkou Boženy Němcové Neohrožený Mikeš.

## Hrají
Pavel Rímský, Jan Potměšil, Karel Zima, Jan Plouhar, Norbert Lichý, Petra Tenorová, Lucie Štěpánková, Berenika Kohoutová, Tomáš Jeřábek, Aleš Petrič, Tomáš Polák, Ondřej Havel, Agáta Zimová

## Tvůrci
- Režie: Václav Křístek
- Scénář: Václav Křístek, Michal Przebinda
- Kamera: Petr Hykš
- Šerm: Na filmu spolupracoval český profesionální choreograf a šermíř Petr Nůsek.